# Liste der Monuments historiques in Deuil-la-Barre
Die Liste der Monuments historiques in Deuil-la-Barre führt die Monuments historiques in der französischen Stadt Deuil-la-Barre auf.

## Liste der Bauwerke
| Bezeichnung       | Beschreibung | Standort | Kennzeichnung | Schutzstatus | Datum | Bild           |
| ----------------- | ------------ | -------- | ------------- | ------------ | ----- | -------------- |
| Kirche Notre-Dame |              | (Lage)   | PA00080039    | Classé       | 1962  | weitere Bilder |

## Liste der Objekte
| Bezeichnung | Beschreibung          | Standort                        | Kennzeichnung | Schutzstatus | Datum | Bild |
| ----------- | --------------------- | ------------------------------- | ------------- | ------------ | ----- | ---- |
| Glocke      | Bronze, 1758 gegossen | in der Kirche Notre-Dame (Lage) | PM95000211    | Classé       | 1944  |      |